# 40 Harmonia
Harmonia (asteroide 40) é um asteroide da cintura principal com um diâmetro de 107,62 quilómetros, a 2,16223178 UA. Possui uma excentricidade de 0,04656661 e um período orbital de 1 247,42 dias (3,42 anos).
Harmonia tem uma velocidade orbital média de 19,77820163 km/s e uma inclinação de 4,25568752º.
Este asteroide foi descoberto em 31 de março de 1856 por Hermann Goldschmidt. Seu nome vem da personagem mitológica Harmonia.